# Universalismo constructivo
Se denomina Universalismo constructivo a una corriente estética creada por el artista plástico uruguayo Joaquín Torres García, y desarrollada en el extenso libro del mismo nombre, a lo largo de mil páginas y que fuera publicado en 1944, donde se destacan los aspectos metafísicos del arte y al movimiento estético promulgado por el Taller Torres García.

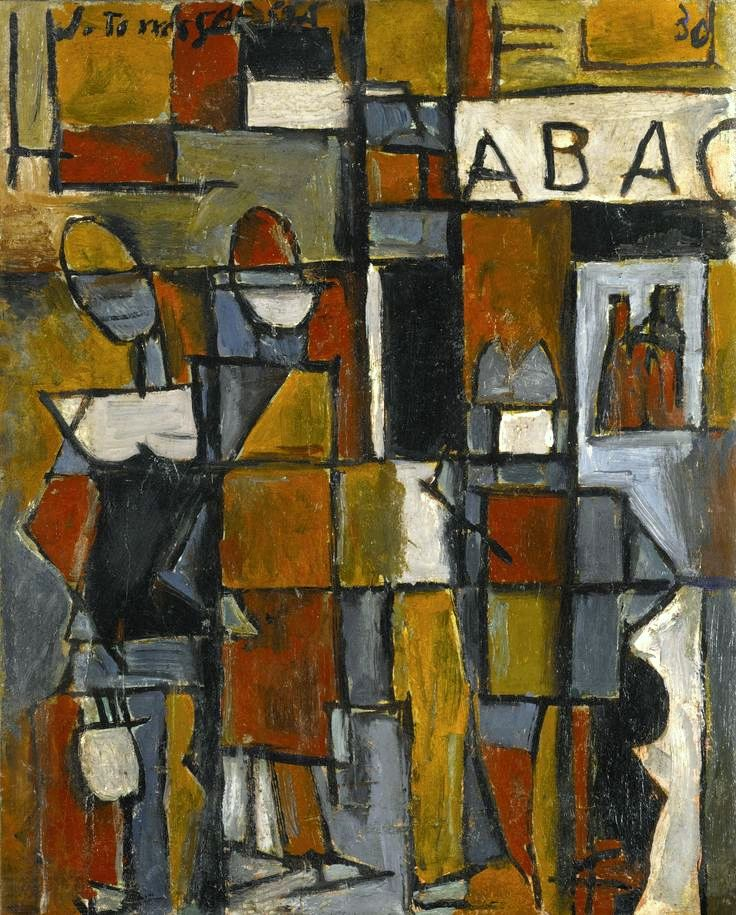
Cuadro de Joaquín Torres García

El Universalismo Constructivo es, según Torres García, un modo de ver y hacer arte; el título reúne 150 conferencias dictadas en Uruguay entre 1934 y 1943, y fue publicado por Ed. Poseidón en 1944. En su subtítulo declara "Contribución a la unificación del arte y la cultura de América" y a lo largo de sus más de mil páginas fundamenta la doctrina plástica torresgarciana, incluye 253 dibujos de Torres García.
Según afirmaría el maestro, se trataría de expresar con su arte la comunión del hombre con el orden cósmico. Prueba de esto, es que una de sus obras preferidas, realizada en esta misma época, es el Monumento Cósmico, que dibuja en la piedra, con la simbología del universalismo constructivo, su concepción de la vida a través del arte. Este monumento se encuentra actualmente en los jardines del Museo Nacional de Artes Visuales, en el Parque Rodó, de la ciudad de Montevideo, Uruguay.
Torres García se encontraba abocado a la búsqueda de una forma de expresar en conceptos, en formas simplificadas de la realidad, a esta realidad misma. Buscaba transmitir un mensaje a través de signos que admitieran lecturas libres de subjetividad.
Dicho en sus propias palabras "o bien el nombre escrito de la cosa, o una imagen esquemática lo menos aparentemente real posible: tal como un signo".
Seguramente, este fue el resultado de todas las experiencias anteriores del maestro, que reúnen elementos del neoplasticismo, el cubismo, el surrealismo, el primitivismo, el arte precolombino y de la famosa regla o proporción áurea, rescatada de la cultura árabe. Fue este el resultado de la búsqueda de un lenguaje universal, una unificación de todas las formas de expresión que había percibido y practicado en su peregrinar por Europa y en sus contactos con los otros grandes maestros de la época.
La vida de una obra depende de la funcionalidad de los elementos plásticos.